# کریستن ویلد
کریستن ویلد (انگلیسی: Kirsten Wild؛ زادهٔ ۱۵ اکتبر ۱۹۸۲) دوچرخه‌سوار اهل هلند است.
وی در مسابقات کشوری و بین‌المللی در مجموع برندهٔ ۱۸ مدال طلا، ۱۰ مدال نقره، ۱۲ مدال برنز شده‌است.